# 汪瑛 (正德進士)
汪瑛（1483年—？年），字子脩，浙江處州衛官籍，直隶旌德縣人。明朝政治人物。

## 生平
治《詩經》，行一，由府學生中式正德二年（1507年）丁卯科浙江鄉試第七名舉人，正德三年（1508年）聯捷戊辰科會試第三名，第三甲第一百八十九名進士。任兵部主事，升郎中，正德十六年（1521年）十二月升福建按察司副使，剿泉州贼，一方以定。会进京入觐，卒于途。

## 著作
著有《抱关稿》、《西岩文集》。

## 家族
曾祖汪敏。祖父汪庆。父汪悦。母叶氏。重庆下。弟璘、环、璐、璲。